# Bouafle
Bouafle és un municipi francès, situat al departament d'Yvelines i a la regió de Illa de França. L'any 2007 tenia 2.159 habitants.
Forma part del cantó d'Aubergenville, del districte de Mantes-la-Jolie i de la Comunitat urbana Grand Paris Seine et Oise.

## Demografia

### Població
El 2007 la població de fet de Bouafle era de 2.159 persones. Hi havia 813 famílies, de les quals 169 eren unipersonals (56 homes vivint sols i 113 dones vivint soles), 249 parelles sense fills, 359 parelles amb fills i 36 famílies monoparentals amb fills.
La població ha evolucionat segons el següent gràfic:
Habitants censats

### Habitatges
El 2007 hi havia 866 habitatges, 819 eren l'habitatge principal de la família, 13 eren segones residències i 34 estaven desocupats. 761 eren cases i 98 eren apartaments. Dels 819 habitatges principals, 650 estaven ocupats pels seus propietaris, 157 estaven llogats i ocupats pels llogaters i 12 estaven cedits a títol gratuït; 8 tenien una cambra, 57 en tenien dues, 105 en tenien tres, 243 en tenien quatre i 405 en tenien cinc o més. 710 habitatges disposaven pel capbaix d'una plaça de pàrquing. A 343 habitatges hi havia un automòbil i a 417 n'hi havia dos o més.

### Piràmide de població
La piràmide de població per edats i sexe el 2009 era:
| Homes | Edats   | Dones |
| ----- | ------- | ----- |
| 4     | 95 o +  | 0     |
| 0     | 90 a 94 | 4     |
| 4     | 85 a 89 | 4     |
| 8     | 80 a 84 | 28    |
| 40    | 75 a 79 | 36    |
| 28    | 70 a 74 | 48    |
| 68    | 65 a 69 | 36    |
| 44    | 60 a 64 | 60    |
| 40    | 55 a 59 | 48    |
| 96    | 50 a 54 | 76    |
| 68    | 45 a 49 | 76    |
| 76    | 40 a 44 | 56    |
| 96    | 35 a 39 | 96    |
| 80    | 30 a 34 | 84    |
| 64    | 25 a 29 | 52    |
| 56    | 20 a 24 | 36    |
| 60    | 15 a 19 | 52    |
| 60    | 10 a 14 | 52    |
| 84    | 5 a 9   | 72    |
| 60    | 0 a 4   | 80    |

## Economia
El 2007 la població en edat de treballar era de 1.399 persones, 1.099 eren actives i 300 eren inactives. De les 1.099 persones actives 1.037 estaven ocupades (551 homes i 486 dones) i 62 estaven aturades (32 homes i 30 dones). De les 300 persones inactives 101 estaven jubilades, 123 estaven estudiant i 76 estaven classificades com a «altres inactius».

### Ingressos
El 2009 a Bouafle hi havia 817 unitats fiscals que integraven 2.185,5 persones, la mediana anual d'ingressos fiscals per persona era de 24.909 €.

### Activitats econòmiques
Dels 125 establiments que hi havia el 2007, 1 era d'una empresa extractiva, 3 d'empreses alimentàries, 1 d'una empresa de fabricació de material elèctric, 7 d'empreses de fabricació d'altres productes industrials, 33 d'empreses de construcció, 24 d'empreses de comerç i reparació d'automòbils, 7 d'empreses de transport, 7 d'empreses d'hostatgeria i restauració, 6 d'empreses financeres, 8 d'empreses immobiliàries, 16 d'empreses de serveis, 6 d'entitats de l'administració pública i 6 d'empreses classificades com a «altres activitats de serveis».
Dels 41 establiments de servei als particulars que hi havia el 2009, 1 era una oficina de correu, 6 tallers de reparació d'automòbils i de material agrícola, 1 autoescola, 9 paletes, 3 fusteries, 6 lampisteries, 5 electricistes, 3 empreses de construcció, 2 perruqueries, 2 restaurants i 3 agències immobiliàries.
Dels 5 establiments comercials que hi havia el 2009, 2 eren fleques, 2 carnisseries i 1 una botiga de material de revestiment de parets i terra.
L'any 2000 a Bouafle hi havia 9 explotacions agrícoles.

## Equipaments sanitaris i escolars
L'únic equipament sanitari que hi havia el 2009 era una farmàcia.
El 2009 hi havia 1 escola maternal i 1 escola elemental.

## Poblacions més properes
El següent diagrama mostra les poblacions més properes.